# Косівська сільська рада (Подільський район)
Ко́сівська сільська́ ра́да — колишня адміністративно-територіальна одиниця та орган місцевого самоврядування в Котовському районі Одеської області. Адміністративний центр — село Коси.

## Загальні відомості
Косівська сільська рада утворена в 1921 році.
- Територія ради: 57,93 км²
- Населення ради: 1 152 особи (станом на 2001 рік)

## Населені пункти
Сільській раді були підпорядковані населені пункти:
- с. Коси
- с. Коси-Слобідка

## Населення
Згідно з переписом УРСР 1989 року чисельність наявного населення сільської ради становила 1346 осіб, з яких 576 чоловіків та 770 жінок.
За переписом населення України 2001 року в сільській раді мешкала 1151 особа.

### Мова
Розподіл населення за рідною мовою за даними перепису 2001 року:
| Мова       | Відсоток |
| ---------- | -------- |
| українська | 80,64 %  |
| російська  | 17,19 %  |
| молдовська | 2,08 %   |

## Склад ради
Рада складалася з 16 депутатів та голови.
- Голова ради:
- Секретар ради: Дегтяренко Ольга Дмитрівна

### Керівний склад попередніх скликань
| Прізвище, ім'я, по батькові | Основні відомості                                            | Дата обрання | Дата звільнення |
| --------------------------- | ------------------------------------------------------------ | ------------ | --------------- |
| Добрянська Ольга Михайлівна | Сільський голова, 1959 року народження, член Партії регіонів | 26.03.2006   | 31.10.2010      |

Примітка: таблиця складена за даними сайту Верховної Ради України

### Депутати
За результатами місцевих виборів 2010 року депутатами ради стали:

#### За суб'єктами висування
| Суб'єкт висування                                       | Кількість обраних депутатів | %    |
| ------------------------------------------------------- | --------------------------- | ---- |
| Партія регіонів                                         | 11                          | 68,8 |
| Політична партія Всеукраїнське об'єднання «Батьківщина» | 2                           | 12,5 |
| Самовисування                                           | 2                           | 12,5 |
| Народна партія                                          | 1                           | 6,3  |

#### За округами
| № округу                                                | Прізвище, ім'я, по батькові        | Дата визнання обраним | Освіта  | Партійна приналежність                        | Відомості про обраного депутата                            |
| ------------------------------------------------------- | ---------------------------------- | --------------------- | ------- | --------------------------------------------- | ---------------------------------------------------------- |
| Народна Партія                                          |                                    |                       |         |                                               |                                                            |
| 4                                                       | Максіна Людмила Іванівна           | 02.11.2010            | вища    | член Народної партії                          | ТОВ «Косівське», головний бухгалтер                        |
| Партія регіонів                                         |                                    |                       |         |                                               |                                                            |
| 1                                                       | Качковський Анатолій Олександрович | 02.11.2010            | середня | член Партії регіонів                          | ТОВ «Косівське», завідувач гаражу                          |
| 3                                                       | Жиркова Валентина Олександрівна    | 02.11.2010            | вища    | член Партії регіонів                          | тимчасово не працює                                        |
| 5                                                       | Золотарь Валентина Петрівна        | 02.11.2010            | вища    | член Партії регіонів                          | Косівська сільська рада, землевпорядник                    |
| 7                                                       | Буга Раїса Юріївна                 | 02.11.2010            | вища    | позапартійна                                  | прийомна сім'я, вихователь (мати)                          |
| 9                                                       | Гончар Олена Никанорівна           | 02.11.2010            | вища    | член Партії регіонів                          | Косівська загальноосвітня школа І-ІІ ст., вчитель          |
| 10                                                      | Бондар Наталія Валентинівна        | 02.11.2010            | вища    | член Партії регіонів                          | Косівська загальноосвітня школа І-ІІ ст., вчитель          |
| 11                                                      | Сакара Ірина Володимирівна         | 02.11.2010            | вища    | позапартійна                                  | фермерське господарство «Емануїл», директор                |
| 13                                                      | Дегтяренко Ольга Дмитрівна         | 02.11.2010            | вища    | член Партії регіонів                          | Косівська сільська рада, секретар                          |
| 14                                                      | Вороновська Світлана Павлівна      | 02.11.2010            | вища    | член Партії регіонів                          | фельдшерський пункт с. Коси-Слобідка, завідувачка          |
| 15                                                      | Перлей Валентина Андріївна         | 14.11.2010            | вища    | член Партії регіонів                          | фермерське господарство «Перлей», бухгалтер                |
| 16                                                      | Соцька Яна Валентинівна            | 02.11.2010            | вища    | член Партії регіонів                          | поштове відділення с. Коси, листоноша                      |
| Політична партія Всеукраїнське об'єднання «Батьківщина» |                                    |                       |         |                                               |                                                            |
| 6                                                       | Єфімова Олена Феофанівна           | 02.11.2010            | вища    | член Всеукраїнського об'єднання «Батьківщина» | фельдшерсько-акушерський пункт с. Коси, завідувачка        |
| 12                                                      | Перлей В'чеслав Миколайович        | 02.11.2010            | середня | член Всеукраїнського об'єднання «Батьківщина» | приватне підприємство «Магазин Олімп», водій               |
| Самовисування                                           |                                    |                       |         |                                               |                                                            |
| 2                                                       | Дворецька Галина Михайлівна        | 02.11.2010            | вища    | позапартійна                                  | тимчасово не працює                                        |
| 8                                                       | Матвеєва Людмила Костянтинівна     | 02.11.2010            | вища    | член Партії регіонів                          | Котовське міжрайонне бюро технічної інвентаризації, технік |